# Cimetière Santa Ifigenia
Le cimetière Santa Ifigênia, officiellement cimetière patrimonial de Santa Ifigênia, est le cimetière, nécropole et panthéon principal de l'Oriente cubain et de la ville de Santiago de Cuba. Il est situé à l'ouest de la ville, plus précisément dans le quartier José Martí et se distingue par le fait qu'il abrite les restes d'un grand nombre de héros et de personnages célèbres de l'histoire et de la culture de Cuba, parmi lesquels José Martí et Fidel Castro,

## Histoire
Le cimetière fut ouvert en février 1868 et en avril de la même année eurent lieu les premières sépultures. Il a été déclaré monument national en 1937 et ratifié par le gouvernement de Fidel Castro en 1979. Il contient les restes de 32 généraux des guerres d'indépendance cubaines et ceux de la plupart de ceux qui ont attaqué la caserne Moncada.
Le mausolée le plus important est dédié à José Julián Martí Pérez, le héros national, qui fut enterré avec les autres anciens combattants des mambises de 1947 à 1951, la tombe actuelle ayant été inaugurée le 30 juin 2002 et gardée par une garde d'honneur permanent depuis 2002,.

## Personnes inhumées
Parmi les personnages historiques enterrés dans le cimetière figurent :
- José Martí († 1895), héros national
- Carlos Manuel de Céspedes, Père de la Nation
- Antonio Maceo, général mambis
- José Maceo († 1896), mabis et frère d'Antonio Maceo
- María Cabrales, épouse d'Antonio Maceo
- Mariana Grajales, mère de José et Antonio Maceos
- Nikolai Yavorsky († 1947), chorégraphe d'origine russe
- Frank País († 1957), révolutionnaire cubain
- Fidel Castro († 2016), président cubain et leader révolutionnaire
- Panthéon des Martyrs de la Révolution
- Panthéon des Morts pour la Défense
- Tomás Estrada Palma
- Tombe des Martyrs de San Juan de Wilson
- Dominga Moncada, mère du Général Guillermo Moncada
- Panthéon des Martyrs du Virginius
- Emilio Bacardi, fils de Facundo Bacardí (en), le fondateur de la firme Bacardí
- Elvira Bacardi, épouse d'Emilio Bacardi
- Pepe Sánchez

Le 25 novembre 2016, Raúl Castro, alors président du Conseil d'État et des ministres, a informé Cuba et le monde de la mort de son frère Fidel, leader historique de la Révolution cubaine et qui a dirigé le pays pendant près de cinq décennies, et dans le jour du 4 décembre 2016, son inhumation a eu lieu dans ce cimetière,.

## Galerie

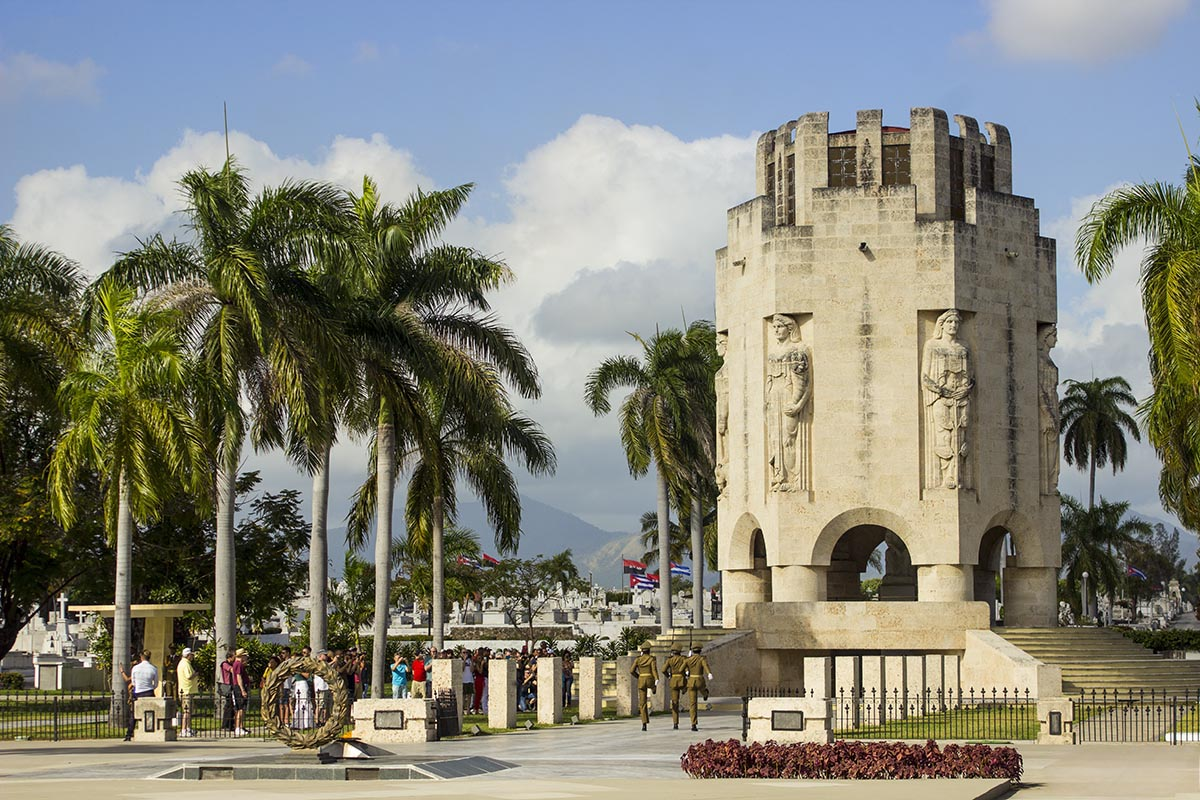
Mausolée dédié au héros national José Martí.
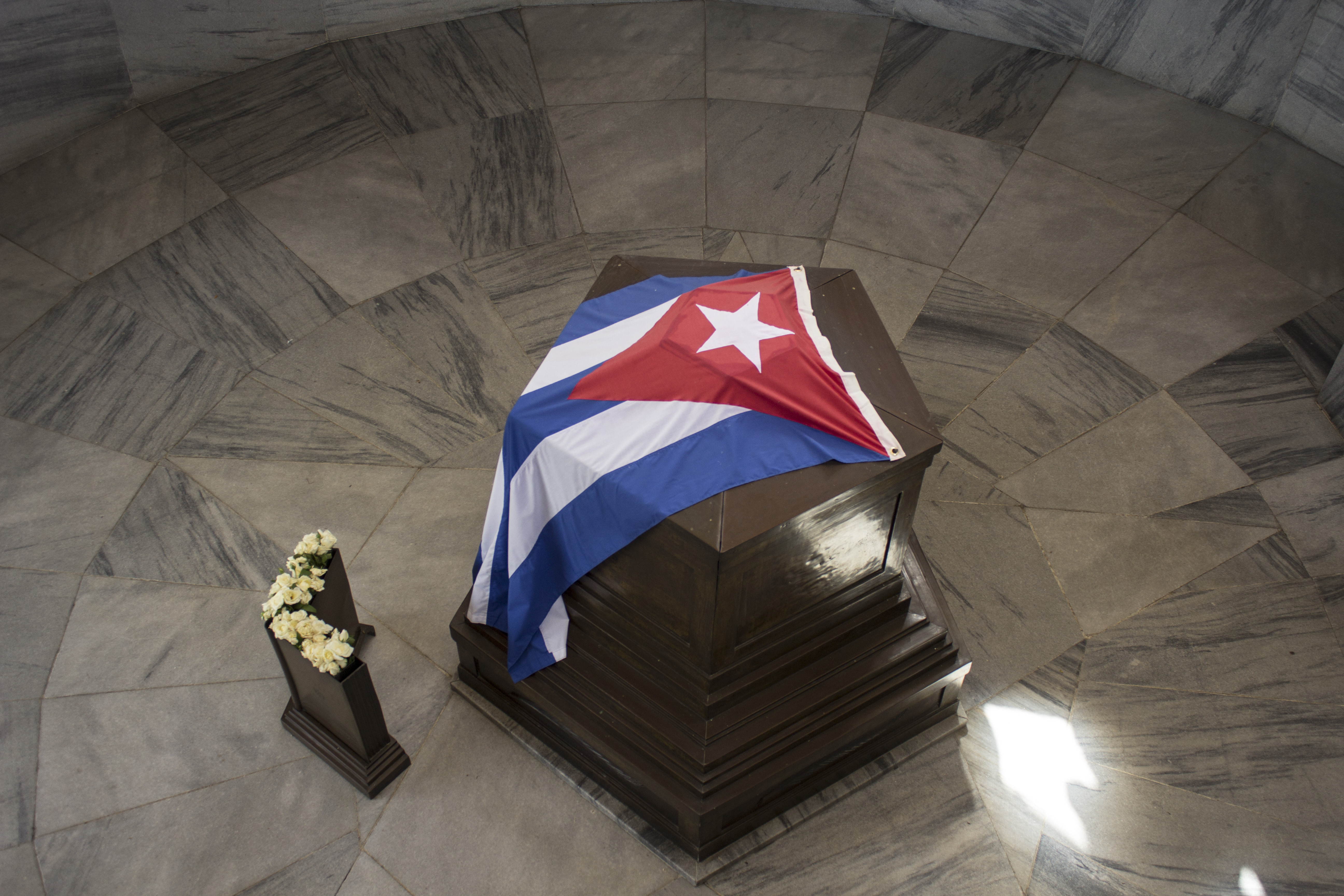
Tombe de José Martí.
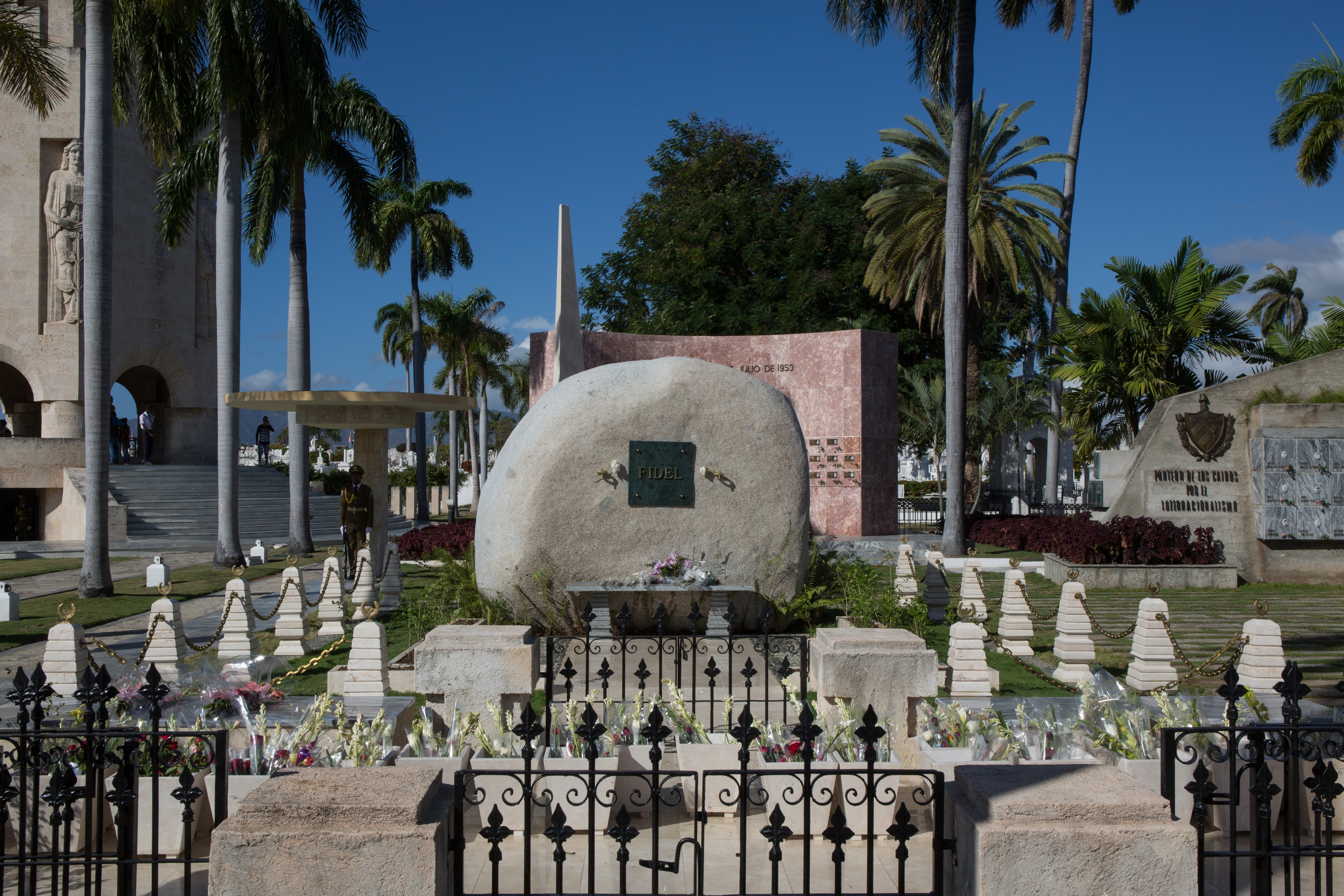
Tombe de Fidel Castro.
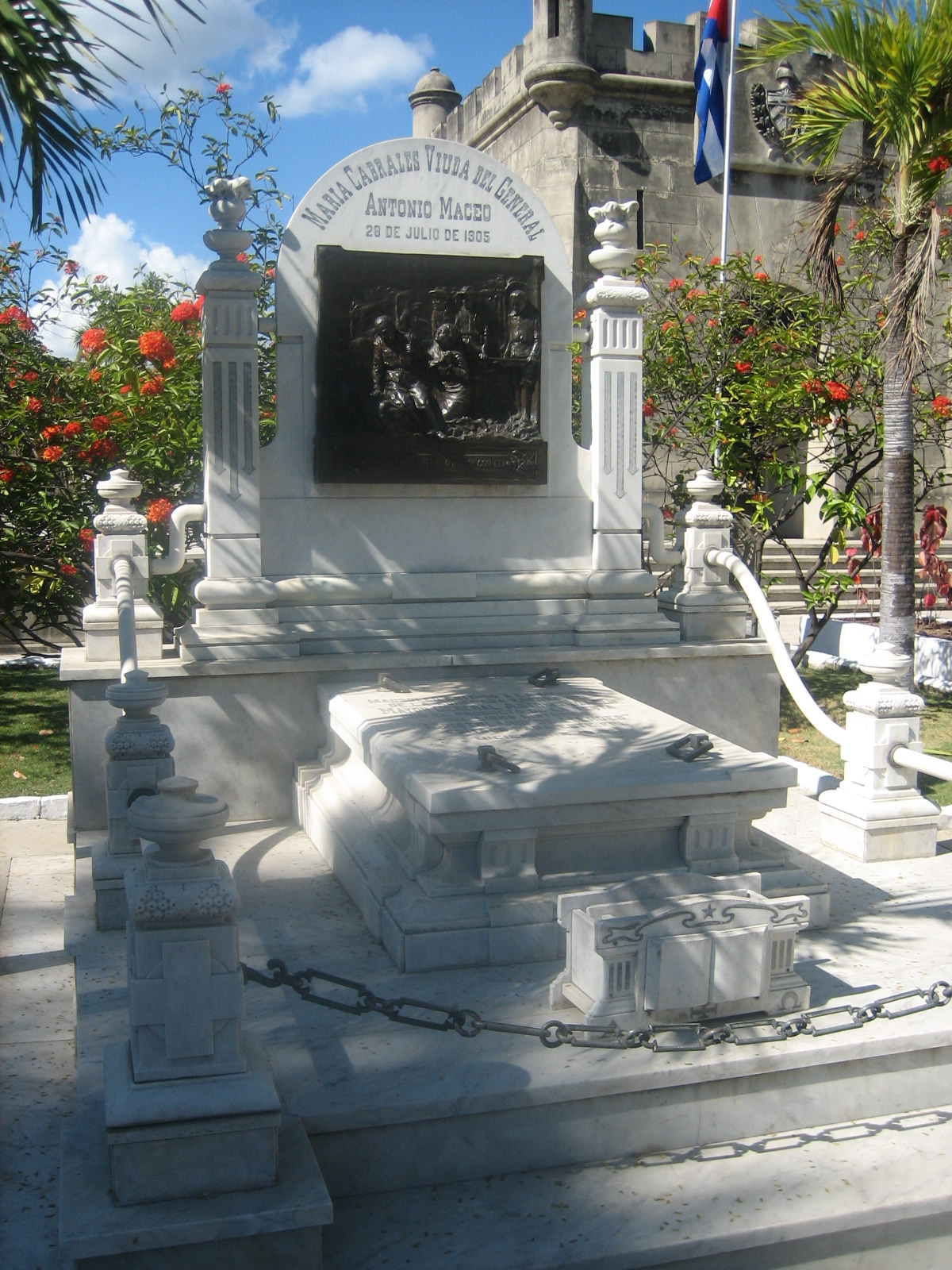
Tombe d'Antonio Maceo.